# Monstre mecànic
Monstre mecànic (original: Demon Seed) és una pel·lícula d'anticipació de Donald Cammell estrenada el 1977, amb Julie Christie i Michael Dorn. Ha estat doblada al català.

## Argument
Sospitós de voler desviar satèl·lits, Proteus - un superordinador dotat d'una intel·ligència artificial i de manera inicial concebut per ajudar la recerca mèdica - és amenaçat de ser desactivat pel govern. Gràcies a la seva intel·ligència i a les informacions que els seus nombrosos captadors li procuren, Proteus sent el perill i munta un pla que li permet sobreviure a aquesta aturada programada. Per fer-ho, necessita un terminal i l'únic lliure és situat en la mateixa casa del professor que l'ha posat a punt. Proteus aprofita la seva absència per apoderar-se del terminal i es troba llavors amo del sistema domòtic de la casa, ocupada només per la dona de l'inventor. Li queda poc temps per posar el seu pla en marxa.